# پیتر هاکنبرگ
پیتر هاکنبرگ (انگلیسی: Peter Hackenberg؛ زادهٔ ۶ فوریهٔ ۱۹۸۹) بازیکن فوتبال اهل آلمان است.
از باشگاه‌هایی که در آن بازی کرده‌است می‌توان به باشگاه فوتبال انرژی کوتبوس، باشگاه فوتبال اوپن، باشگاه فوتبال آلمانیا آخن، و باشگاه فوتبال ماگدبورگ ۱ اشاره کرد.